# Margareta Burbonska, gospa Albreta
Margareta Burbonska (fr. Marguerite de Bourbon, eng. Margaret of Bourbon; 1344. – 1416.) bila je francuska plemkinja iz Dinastije Bourbon; gospa Albreta. Bila je kći vojvode Petra I. i njegove supruge, gospe Izabele od Valoisa, kćeri grofa Karla Valoisa te tako rođakinja kralja Karla IV. Lijepoga.

## Brak
Dana 30. lipnja 1368. Margareta se udala; njezin muž je bio lord Arnaud-Amanieu, grof Dreuxa. Brak je zapravo bio posljedica tajnog sporazuma između Arnauda i kralja Karla V. Mudrog. Margaretin i Arnaudov sin je bio Karlo I. od Albreta (Charles Ier d'Albret).